# خان‌بوغد
شهرستان خان‌بوغد (به زبان مغولی: Ханбогд сум، [Xanbogd sum]؛ ᠬᠠᠨ ᠪᠣᠭᠳᠠ ᠰᠤᠮᠤ، [qan boɣda sumu]) یک شهرستان (سُوم) در مغولستان است که در استان اومنوغوبی واقع شده‌است. خان‌بوغد ۱۵٬۱۵۱ کیلومتر مربع مساحت دارد.

## تقسیمات اداری
شهرستان خان‌بوغد متشکل از ۵ قصبه (باغ) می‌باشد، شامل:
- بایان (مغولی: Баян баг، [Bajan bag]؛ ᠪᠠᠶ᠋ᠠᠨ ᠪᠠᠭ، [bayan baɣ])
- جافخلانت (مغولی: Жавхлант баг، [Žavxlant bag]؛ ᠵᠢᠪᠬᠤᠯᠠᠩᠲᠤ ᠪᠠᠭ، [jibqulaŋtu baɣ])
- خایرخان (مغولی: Хайрхан баг، [Xajrxan bag]؛ ᠬᠠᠶᠢᠷᠬᠠᠨ ᠪᠠᠭ، [qayirqan baɣ])
- غابیلود (مغولی: Гавилууд баг، [Gaviluud bag]؛ ᠭᠠᠪᠤᠢᠯᠤᠭᠤᠳᠠ ᠪᠠᠭ، [ɣabuyiluɣuda baɣ])
- نومغون (مغولی: Номгон баг، [Nomgon bag]؛ ᠨᠣᠮᠭᠤᠨ ᠪᠠᠭ، [nomɣun baɣ])